# Wolfgang Heibges
Wolfgang Heibges (* 1. Juli 1922 in Lippstadt, Westfalen; † 2005 in Glücksburg nahe Flensburg) war ein deutscher Marineoffizier (Fregattenkapitän) und Kommandant des U-Bootes U 999.
Er war der Sohn von Stephan Heibges (1888–1938) und verbrachte seine Kindheit in Paderborn.
Entgegen einem Befehl nahm der damals 22-jährige U-Boot-Kommandant Wolfgang Heibges 1945 in Hela bei Danzig mehr als 40 Frauen und Kinder an Bord, die vor der Roten Armee flüchteten und brachte sie in vier Tagen aus der Danziger Bucht über die Ostsee nach Warnemünde.
Vor der Hinrichtung rettete ihn das Ende des Krieges.
Heibges war Mitglied der katholischen Studentenverbindungen AV Palatia Göttingen (seit 1950) und KDStV Sauerlandia Münster im CV.